# Gliese 1002
Gliese 1002 (GJ 1002) è una piccola stella nana rossa di quattordicesima magnitudine nella costellazione della Balena, distante 15,8 anni luce dal sistema solare. Nel 2022 con il metodo della velocità radiale sono stati scoperti due pianeti extrasolari in orbita attorno a essa.

## Caratteristiche fisiche
Gliese 1002 è una fredda nana rossa di tipo spettrale M5.5 avente una temperatura superficiale attorno ai 3000 K e una massa che è il 12% di quella solare. La sua attività è relativamente bassa, e a differenza di altre nane rosse come la turbolenta UV Ceti, rientra in quella categoria di piccole stelle a bassa attività come la stella di Barnard. L'abbondanza di elementi più pesanti dell'elio, detta metallicità, è inferiore a quella del Sole, anche se l'incertezza di misura in questo caso è molto elevata ([Fe/H]=-0,25 ± 0,19).

## Sistema planetario
Misurazioni della velocità radiale della stella ottenute con gli spettrografi ESPRESSO e CARMENES ha consentito a un gruppo di astronomi guidato da Alejandro Suárez Mascareño di annunciare nel 2022 la scoperta di due esopianeti in orbita attorno alla stella, all'interno della zona abitabile, dove potrebbero esistere le condizioni per sostenere acqua liquida in superficie.
La zona abitabile di Gliese 1002, considerando la sua bassa luminosità, si estende da 0,033 a 0,25 UA, e i pianeti scoperti orbitano rispettivamente a 0,046 e 0,07 UA, con periodi orbitali che sono di 10,35 giorni per il pianeta più interno, Gliese 1002 b, e di 20,2 giorni per Gliese 1002 c. Entrambi i pianeti sono di dimensioni terrestri, anche se non essendo nota l'inclinazione è conosciuta solo la loro massa minima, di poco superiore a quella terrestre.
A quella distanza dalla stella madre, i pianeti ricevono rispettivamente il 67% e il 26% della radiazione che la Terra riceve dal Sole e le loro temperature di equilibrio sono di 231 e 182 kelvin, leggermente più basse, rispettivamente, di quelle della Terra e di Marte. La temperatura effettiva in superficie dipende da vari fattori, come la composizione atmosferica; avendo una maggior massa della Terra, entrambi i pianeti potrebbero avere un'atmosfera consistente in grado di innalzare la temperatura superficiale per l'effetto serra generato.
Data la vicinanza alla Terra entrambi i pianeti attorno a Gliese 1002 possono essere obiettivi per futuri studi alla ricerca di ossigeno nelle loro atmosfere tramite lo spettografo ANDES, progettato per essere usato con l'Extremely Large Telescope, il futuro telescopio di nuova generazione dell'ESO.

### Prospetto del sistema
Segue un prospetto dei componenti del sistema planetario di Gliese 1002, in ordine di distanza dalla stella.
| Pianeta | Massa         | Raggio | Periodo orb.   | Sem. maggiore | Scoperta |
| ------- | ------------- | ------ | -------------- | ------------- | -------- |
| b       | ≥1,08±0,13 M⊕ | —      | 10,3465 giorni | 0,0457 UA     | 2022     |
| c       | ≥1,36±0,17 M⊕ | —      | 21,202 giorni  | 0,0738 UA     | 2022     |